# 2009 год в автомобилестроении
Список событий в автомобилестроении в 2009 году.

## События

### Январь
- 5 — компания Porsche увеличила свою долю акций Volkswagen до 50,76 % (было приобретено 8,16 % акций в дополнение к уже имевшимся 42,6 %), что также дало Porsche непрямой контроль над шведским производителем грузовиков Scania AB, 69 % акций которого владеет VW[1][2]. Теперь в соответствии со шведскими законами, Porsche обязана сделать акционерам Scania предложение о выкупе оставшихся акций, по словам представителей Porsche, компания не имеет «стратегического интереса» в получении полного контроля над Scania и не заинтересована в покупке её акций, поэтому предложение о приобретении ценных бумаг будет сделано из расчёта минимальной цены за акцию[3]
- основана компания Luxgen.

### Февраль
- 6 — На АвтоВАЗе прекращён выпуск автомобилей ВАЗ-2111/Lada-111. Производство перенесено в Черкассы, где будет собираться изменённая версия Лады-111.[4]
- 12 — Открылся автосалон в Торонто.

### Март
- 3 — В выставочном комплексе Geneva Palexpo прошёл юбилейный 80-й Женевский автосалон.
- 5 — совершил первый полёт летающий автомобиль со складными крыльями — Terrafugia Transition («Переход»).
- 22 — В Шанхае открылся 13-й Международный автосалон.

### Апрель
- 10 — Проходил автосалон в Нью-Йорке.
- 16-19 — Проходило автошоу в Монако «Top Marques».

### Май
- 29 — День военного автомобилиста

### Июнь
- 10 — Fiat Group и Chrysler Group LLC объявляют о глобальном стратегическом альянсе, в рамках которого Fiat приобретает первоначальную долю в 20 процентов в Chrysler, а VEBA Trust, Казначейство США и правительство Канады владеют оставшимися долями. Генеральный директор Fiat Серджио Маркионне также назначается генеральным директором Chrysler Group LLC[5].

### Август
- 13 — Был установлен рекорд лучшего времени круга для серийных машин на Нюрбургринге. Gumpert Apollo проехала 21-километровый круг за 7:11.5.[6]

### Октябрь
- последнее воскресенье месяца — День автомобилиста и дорожника

### Ноябрь
- 4 — пресс-служба Toyota Motor официально объявила об уходе из Формулы 1 в конце сезона 2009-го года[7][8]. Проведя в "Королевских гонках" восемь полных сезонов, заводская команда не одержала ни одной победы.
- 30 — Volkswagen Polo назван лучшим автомобилем 2010 года. Второе место, отстав всего на 10 очков от победителя, заняла Toyota iQ, третьим стал Opel/Vauxhall Astra[9].

### Декабрь
- 5 — Открылся автосалон в Болонья.
- 7 — Открылся автосалон в Лос-Анджелесе.

## Представлены новые автомобили
- январь — Cadillac SRX
- февраль — Maxximus G-Force
- март — AIRPod,Aston Martin One-77,BMW 5 Series Gran Turismo,Hyundai ix-onic,Bugatti Veyron Bleu Centenaire,Infiniti Essence Concept
- апрель — Bugatti Veyron Fbg par Hermes,AC Cars Cobra MKVI
- май — Audi Q3
- июнь — Mercedes-Benz CLS Grand Edition
- июль — Acura ZDX,Jaguar XJ 2010,Volvo XC70 Surf Rescue
- август — BMW 7 High Security
- сентябрь — BMW X1,Hyundai Equus Limousine,BMW Vision EfficientDynamics,Mazda MX-5 Superlight,Mazda CX-7 Facelift
- октябрь -
- ноябрь — Lexus LFA
- декабрь — Toyota Sienna SE 2011,Mazda 2 Evil Special Concept,Mazda Active2 Surf,Mazda Active2 Snow